# Fedorivka
Fedorivka (ukrajinsky Федорівка; rusky Фёдоровка – Fjodorovka) je sídlo městského typu v Luhanské oblasti na Ukrajině. Ze správního hlediska spadá pod jihovýchodně ležící Petrovske a spolu s ním do okresu města Krasnyj Luč. V roce 2011 měla přes čtyři sta obyvatel.
Fedorivka byla založena v roce 1800 a v roce 1958 se stala sídlem městského typu.